# Ciudad chárter
Una ciudad chárter (del inglés charter city, literalmente ciudad estatuto, por su carta fundacional independiente) es una ciudad cuyo sistema de gobierno se define por los propios estatutos de la ciudad, más que por las leyes estatales, provinciales, regionales o nacionales. En los lugares donde las ciudades con estatuto independiente están permitidas por la ley, la ciudad puede adoptar o modificar su organización por decisión de su administración del modo establecido según el estatuto. Estas ciudades se pueden administrar por ciudadanos o por medio de una estructura de administración de terceros, debido a que el estatuto ofrece a la ciudad la flexibilidad de elegir novedosos tipos de estructura de gobierno. Las ciudades chárter son similares a la estructura administrativa de las regiones administrativas especiales pero bajo control privado, como en un sistema feuidal. 
Aunque una ciudad con estatuto independiente puede elegir diferentes sistemas de gobierno, las ciudades de este tipo que están subordinadas a las reglas de instituciones más grandes (como provincias o naciones) tienen una flexibilidad limitada para adoptar nuevas estructuras de gobierno. Ejemplos históricos cubren una amplia gama de ciudades con estatuto independiente, desde ciudades-estado prácticamente independientes hasta pequeños municipios con libertad de administración limitada.

## Estructura de gobernanza y administración
La gama de lo que se considera una «ciudad estatuto» puede dar lugar a la definición de ambigüedades. La mayoría de veces, sin embargo, una ciudad chárter es la ciudad fundada por un estatuto antes de que el desarrollo a gran escala de la ciudad se lleve a cabo. Mientras que una ciudad puede adoptar un nuevo «estatuto» tiempo después de su primera codificación de las reglas, como en los casos de muchas ciudades en California, por lo general la designación de una ciudad chárter es reservada para aquellos municipios cuyos estatutos guían las decisiones de desarrollo o influye en la creación de la estructura social desde el principio, como en el caso de Hong Kong. 
Una ciudad con estatuto independiente puede tener algunas excepciones a algunas de las leyes del Estado o las leyes provinciales, que varía por completo para cada región en particular. Con la ayuda de un estatuto de orientación, las ciudades pueden ser capaces de evitar ineficiencias administrativas y establecer reglas con motivaciones sociales alternativas. Por lo tanto, un beneficio de las ciudades carta es la libertad que ofrecen en el establecimiento de reglas de gobierno. Porque las ciudades chárter a menudo nacen con un objetivo de desarrollo urbano a gran escala, el uso eficiente de la tierra limitada de la ciudad es de suma importancia, tanto para la sostenibilidad económica de los ciudadanos y de las unidades de gobierno.
Hay varias ejemplos de cómo se administran las ciudades chárter, con sus propias características de gobernanza. En California, Estados Unidos, se llaman Ciudad de Ley General, que son administradas por un consejo de cinco miembros de la ciudad. Una ciudad organizada por estatuto puede elegir entre diferentes sistemas, incluyendo las formas de gobierno de «alcalde fuerte» o el de «administrador de la ciudad». En China, Hong Kong y Macao, son ejemplos actuales de regiones de administración especial, similares a las ciudades chárter. Hong Kong y Singapur usan formas alternativas de impuestos, no hay impuestos a la propiedad sino al valor del suelo, con la intención de no causar desincentivos al desarrollo. En Corea del Sur la ciudad de Songdo es un distrito empresarial autónomo. En el pasado existieron casos paralelos, en la Liga Hanseática la ciudad portuaria de Lübeck, Alemania era una ciudad con estatuto independiente, que se regía por un consejo autónomo de burgueses locales. Del mismo modo, el estado de Pensilvania fue fundado después de que Carlos II concedió a William Penn un territorio con estatuto independiente en 1681.

## Potencial de desarrollo
El economista Paul Romer propone la fundación de muchas nuevas «ciudades chárter» en países en desarrollo. Romer sugiere que un país en desarrollo apruebe una ley que conceda un pedazo de tierra para una nueva ciudad chárter. Esta ciudad sería administrada por un tercero, un gobierno garante de un país desarrollado, y los ciudadanos del país anfitrión (y quizá otros países) pueden entrar y salir cuando les plazca. El punto de la idea de las ciudades chárter es dar a los ciudadanos de posibilidad de elegir dónde quieren vivir y establecer las normas básicas y los servicios necesarios para el crecimiento económico. Lo ideal sería que, mediante el establecimiento de una ciudad con reglas y gobernanza altamente desarrolladas en una región subdesarrollada, vivir y trabajar en una ciudad chárter puede proporcionar una alternativa más cercana y más atractivo que moverse lejos hacia los países desarrollados.
En la concepción de Romer, hay tres actores principales en la creación de una ciudad chárter. En primer lugar, es el país en desarrollo de acogida. El país anfitrión proporciona la tierra, y designa a la tierra como una zona especial de reforma, sujetas al conjunto de reglas fundacionales. En segundo lugar, el garante del país desarrollado administra la región, tal vez con una junta de gobernadores y designa un presidente como en el Sistema de Reserva Federal de los Estados Unidos. En tercer lugar, el país fuente será el país del cual provienen los residentes de la ciudad. Estos puede ser predominantemente del país anfitrión, pero también se pueden existir una serie de países de origen.
En la práctica, algunos países han sido receptivos a la idea de Romer. En una reunión con el presidente en 2009, Madagascar considera la creación de dos ciudades chárter, pero el plan fue desechado cuando el liderazgo político que apoyó la idea fue retirado del poder. En 2011, el gobierno de Honduras aprobó la creación de ciudades chárter bajo el nombre de región especial de desarrollo.En septiembre de 2023, la inversora Honduras Próspera, Inc. demandó al Estado de Honduras por 10.700 millones de dólares de acuerdo a los términos del Tratado de Libre Comercio entre la República Dominicana, Centroamérica y los Estados Unidos (CAFTA-DR)por prohibir las zonas económicas especiales. El gobierno hondureño las derogó por considerar que socavan la soberanía nacional. Los sindicatos afirman que violan los derechos laborales.